# John Redfern Deykin
John Redfern Deykin (27 de julio de 1867 – 30 de marzo de 1899), también conocido como Redfern Deykin o J.R. Deykin, fue un tenista inglés de finales del siglo XIX. En 1884 compitió en los Campeonatos de Irlanda y en los Campeonatos de Wimbledon, considerados en ese entonces dos de los eventos de tenis más importantes. Fue activo desde 1881 hasta 1894, y disputó 24 finales de individuales a lo largo de su carrera, ganando 11 títulos.

## Carrera
Deykin participó en su primer evento de tenis en el Torneo de Campeones de la Universidad de Oxford en 1881 (mientras estudiaba allí), perdiendo en la primera ronda. En 1882 llegó a la final del Torneo Abierto de Edgbaston, perdiendo ante Robert Braddell. En 1884 jugó en los Campeonatos de los Condados del Midland y llegó a la final, donde perdió contra Walter William Chamberlain en tres sets. En junio de 1886 jugó y ganó su primer título en el Torneo Abierto de Leamington contra Harry Brain. Luego jugó en el Torneo Abierto de Leicester, llegando a la final, pero perdiendo ante Charles Hoadley Ashe Ross en cuatro sets. En 1887 participó por segunda vez en los Campeonatos de los Condados del Midland, donde ganó ese título por primera vez contra Frank Noon en sets corridos.
En 1888 compitió en los Campeonatos de Warwickshire y llegó a la final antes de perder contra Charles Ross. Luego jugó en el Torneo Abierto de Teignmouth y Shaldon, llegando a otra final antes de perder contra Herbert Chipp en cuatro sets. Ese año alcanzó su tercera final consecutiva en los Campeonatos de los Condados del Midland contra Harry Stanley Scrivener, pero fue derrotado en sets corridos.
En 1889, Deykin participó en siete eventos, ganando tres títulos y perdiendo tres finales. En el Torneo de Tenis de Staffordshire ganó ese título contra el irlandés William Drumond Hamilton. En el Torneo de Waterloo en Liverpool fue finalista, perdiendo ante James Baldwin. Jugando en el Torneo Abierto de Edgbaston llegó nuevamente a la final, pero perdió ante James Baldwin. Consiguió su segundo título de los Condados del Midland contra Harold Weston Carlton en un ajustado partido a cinco sets. Luego jugó en el Torneo del Club de Tenis de Exmouth, pero perdió en la final ante uno de los mejores jugadores del mundo en ese momento, Ernest Wool Lewis. Deykin también llegó a la final del Torneo de Tenis de Staffordshire por segunda vez antes de perder ante el irlandés Grainger Chaytor.
En 1890, Deykin participó en siete torneos, ganando dos títulos. Retuvo su título en el Torneo de Waterloo contra William Parkfield Wethered y retuvo su título de los Condados del Midland al derrotar a Henry Guy Nadin por tres sets a uno. En 1891 participó en seis eventos, sin ganar títulos, pero fue finalista perdedor en el Torneo Abierto de Edgbaston contra R.A. Bennett. También no logró retener su título de Waterloo en Liverpool, perdiendo ante Jacob Gaitskell Brown. En 1892 llegó a las semifinales del Torneo Abierto de Burton-on-Trent. En 1894, Deykin jugó su último torneo en los Campeonatos de los Condados del Midland y fue finalista perdedor ese año ante R.A. Bennett.
John murió el 30 de marzo de 1899 a la edad de 37 años. Los organizadores del torneo de los Condados del Midland nombraron la copa de plata otorgada a los ganadores del evento de individuales masculino con hándicap como la 'Copa del Desafío Memorial Deykin', para ser disputada al año siguiente.

## Educación
Deykin asistió al Pembroke College de la Universidad de Oxford en 1880.

## Familia
Era hijo de James Deykin y sobrino de William Redfern Deykin, de la compañía Deykin & Sons. Una de las hermanas menores de John, Ann Ethel Deykin (5 de septiembre de 1872 – 25 de noviembre de 1959), también fue jugadora de tenis.